# Circobotys sinisalis
Circobotys sinisalis là một loài bướm đêm trong họ Crambidae.